# Serie A1 2004-2005 (pallavolo maschile)
La Serie A1 italiana di pallavolo maschile 2004-2005 si è svolta dal 26 settembre 2004 al 15 maggio 2005: al torneo hanno partecipato quattordici squadre di club italiane e la vittoria finale è andata per l'ottava volta, la terza consecutiva, al Volley Treviso.

## Regolamento
Le squadre hanno disputato un girone all'italiana, con gare di andata e ritorno, per un totale di ventisei giornate; al termine della regualar season:
- Le prime otto classificate hanno acceduto ai play-off scudetto, strutturati in quarti di finale, semifinali e finale, tutte giocate al meglio di tre vittorie su cinque gare.
- Le ultime due classificate sono retrocesse in Serie A2.

## Squadre partecipanti
Al campionato di Serie A1 2004-05 hanno partecipato quattordici squadre: quelle neopromosse dalla Serie A2 sono state l'API Pallavolo Verona, vincitrice del campionato, e il Callipo Sport, vincitrice dei play-off promozione; una squadra che ha avuto il diritto di partecipazione, ossia la Ducato Volley, ha rinunciato all'iscrizione: questa ha ceduto il titolo sportivo al Taranto Volley.
| Club                            | Città           | Palazzetto                 | Stagione precedente                                |
| ------------------------------- | --------------- | -------------------------- | -------------------------------------------------- |
| Piemonte                        | Cuneo           | PalaBreBanca Cuneo         | 7ª in Serie A1; Quarti di finale play-off scudetto |
| Capurso Gioia                   | Gioia del Colle | Palasport Gioia del Colle  | 12ª in Serie A1                                    |
| Latina                          | Latina          | PalaBianchini Latina       | 6ª in Serie A1; Quarti di finale play-off scudetto |
| Lube                            | Macerata        | PalaFontescodella Macerata | 2ª in Serie A1; Semifinali play-off scudetto       |
| Pallavolo Modena Daytona Modena | Modena          | PalaPanini Modena          | 10ª in Serie A1                                    |
| Gabeca                          | Montichiari     | PalaGeorge Montichiari     | 11ª in Serie A1                                    |
| Sempre Padova                   | Padova          | PalaFabris Padova          | 5ª in Serie A1; Quarti di finale play-off scudetto |
| Perugia                         | Perugia         | PalaEvangelisti Perugia    | 8ª in Serie A1; Semifinali play-off scudetto       |
| Piacenza                        | Piacenza        | PalaBanca Piacenza         | 4ª in Serie A1; Finale play-off scudetto           |
| Taranto                         | Taranto         | PalaWojtyla Martina Franca | 4ª in Serie B2 (girone G)                          |
| Trentino                        | Trento          | PalaTrento Trento          | 1ª in Serie A1; Quarti di finale play-off scudetto |
| Treviso                         | Treviso         | PalaVerde Villorba         | 3ª in Serie A1; Campione d'Italia                  |
| API Verona                      | Verona          | PalaOlimpia Verona         | 1ª in Serie A2                                     |
| Callipo                         | Vibo Valentia   | PalaValentia Vibo Valentia | 2ª in Serie A2; Vincitrice play-off promozione     |

## Torneo

### Regular season

#### Risultati
| Prima giornata |                        |     |                                   |
|                |                        |     |                                   |
| 26-09          | Cuneo-Taranto          | 3-0 | 25-21, 25-22, 25-18               |
| 26-09          | Gioia del Colle-Padova | 0-3 | 20-25, 18-25, 22-25               |
| 26-09          | Macerata-Vibo Valentia | 3-0 | 25-21, 25-21, 25-18               |
| 26-09          | Modena-Latina          | 3-1 | 25-23, 25-17, 25-27, 25-18        |
| 27-09          | Piacenza-Montichiari   | 2-3 | 25-22, 15-25, 25-18, 21-25, 12-15 |
| 26-09          | Trento-Perugia         | 1-3 | 22-25, 22-25, 25-19, 19-25        |
| 26-09          | Treviso-Verona         | 3-1 | 25-23, 29-31, 27-25, 25-18        |

| Seconda giornata |                        |     |                                   |
|                  |                        |     |                                   |
| 03-10            | Latina-Gioia del Colle | 3-0 | 25-21, 25-19, 25-19               |
| 03-10            | Montichiari-Cuneo      | 3-1 | 25-22, 25-22, 18-25, 25-23        |
| 03-10            | Padova-Macerata        | 3-0 | 25-23, 25-22, 25-22               |
| 03-10            | Perugia-Modena         | 3-2 | 25-22, 16-25, 25-21, 20-25, 15-11 |
| 03-10            | Taranto-Treviso        | 3-2 | 25-22, 14-25, 26-24, 21-25, 15-6  |
| 04-10            | Verona-Piacenza        | 3-1 | 25-22, 25-21, 29-31, 25-17        |
| 03-10            | Vibo Valentia-Trento   | 2-3 | 25-22, 25-22, 22-25, 20-25, 12-15 |

| Terza giornata |                          |     |                            |
|                |                          |     |                            |
| 10-10          | Cuneo-Padova             | 3-0 | 25-22, 25-18, 25-20        |
| 10-10          | Gioia del Colle-Macerata | 1-3 | 22-25, 25-22, 16-25, 20-25 |
| 10-10          | Modena-Trento            | 1-3 | 25-23, 20-25, 21-25, 23-25 |
| 10-10          | Piacenza-Vibo Valentia   | 3-0 | 25-19, 25-20, 30-28        |
| 11-10          | Taranto-Perugia          | 1-3 | 25-23, 16-25, 14-25, 20-25 |
| 09-10          | Treviso-Montichiari      | 3-0 | 25-23, 25-21, 25-23        |
| 10-10          | Verona-Latina            | 3-0 | 26-24, 25-21, 25-19        |

| Quarta giornata |                               |     |                                   |
|                 |                               |     |                                   |
| 17-10           | Latina-Cuneo                  | 1-3 | 26-24, 22-25, 20-25, 20-25        |
| 18-10           | Macerata-Modena               | 3-0 | 25-18, 25-22, 25-17               |
| 17-10           | Montichiari-Verona            | 2-3 | 23-25, 24-26, 25-23, 25-23, 13-15 |
| 17-10           | Padova-Taranto                | 3-1 | 23-25, 25-13, 25-18, 27-25        |
| 17-10           | Perugia-Piacenza              | 1-3 | 21-25, 19-25, 25-20, 23-25        |
| 17-10           | Trento-Treviso                | 1-3 | 27-25, 14-25, 20-25, 22-25        |
| 17-10           | Vibo Valentia-Gioia del Colle | 3-0 | 25-19, 25-19, 25-18               |

| Quinta giornata |                        |     |                                  |
|                 |                        |     |                                  |
| 24-10           | Cuneo-Perugia          | 1-3 | 22-25, 25-23, 22-25, 23-25       |
| 24-10           | Gioia del Colle-Modena | 3-2 | 25-23, 19-25, 25-23, 19-25, 15-8 |
| 25-10           | Montichiari-Padova     | 3-1 | 25-19, 17-25, 25-18, 27-25       |
| 20-10           | Piacenza-Trento        | 1-3 | 21-25, 25-18, 22-25, 20-25       |
| 24-10           | Taranto-Vibo Valentia  | 0-3 | 15-25, 21-25, 21-25              |
| 24-10           | Treviso-Latina         | 3-1 | 32-34, 32-30, 25-18, 25-23       |
| 24-10           | Verona-Macerata        | 1-3 | 25-16, 32-34, 26-28, 20-25       |

| Sesta giornata |                       |     |                                   |
|                |                       |     |                                   |
| 07-11          | Gioia del Colle-Cuneo | 2-3 | 22-25, 19-25, 25-17, 25-23, 13-15 |
| 07-11          | Macerata-Latina       | 2-3 | 25-15, 21-25, 25-21, 23-25, 9-15  |
| 08-11          | Modena-Taranto        | 1-3 | 25-27, 25-19, 22-25, 23-25        |
| 07-11          | Perugia-Montichiari   | 3-1 | 25-19, 20-25, 25-14, 25-21        |
| 07-11          | Piacenza-Treviso      | 3-1 | 25-22, 26-28, 25-23, 25-13        |
| 07-11          | Trento-Padova         | 1-3 | 20-25, 23-25, 25-19, 19-25        |
| 07-11          | Vibo Valentia-Verona  | 3-1 | 19-25, 25-16, 31-29, 25-21        |

| Settima giornata |                         |     |                                   |
|                  |                         |     |                                   |
| 12-11            | Cuneo-Piacenza          | 1-3 | 22-25, 25-20, 13-25, 26-28        |
| 10-11            | Latina-Trento           | 3-2 | 16-25, 25-16, 25-19, 24-26, 15-12 |
| 14-11            | Montichiari-Macerata    | 1-3 | 17-25, 25-18, 22-25, 19-25        |
| 14-11            | Padova-Vibo Valentia    | 2-3 | 25-17, 20-25, 23-25, 31-29, 14-16 |
| 15-11            | Taranto-Gioia del Colle | 3-1 | 21-25, 25-23, 25-18, 25-21        |
| 14-11            | Treviso-Perugia         | 3-1 | 25-19, 22-25, 25-23, 27-25        |
| 14-11            | Verona-Modena           | 3-1 | 25-20, 25-16, 18-25, 25-23        |

| Ottava giornata |                        |     |                                   |
|                 |                        |     |                                   |
| 21-11           | Gioia del Colle-Verona | 0-3 | 14-25, 23-25, 18-25               |
| 21-11           | Macerata-Cuneo         | 3-2 | 25-19, 21-25, 21-25, 25-17, 15-9  |
| 21-11           | Modena-Padova          | 3-1 | 18-25, 25-22, 25-21, 25-23        |
| 22-11           | Perugia-Latina         | 3-0 | 25-13, 25-18, 25-19               |
| 21-11           | Piacenza-Taranto       | 3-1 | 25-15, 23-25, 25-15, 27-25        |
| 21-11           | Trento-Montichiari     | 3-0 | 25-18, 31-29, 34-32               |
| 21-11           | Vibo Valentia-Treviso  | 2-3 | 31-29, 25-23, 23-25, 19-25, 23-25 |

| Nona giornata |                         |     |                                  |
|               |                         |     |                                  |
| 28-11         | Cuneo-Trento            | 1-3 | 20-25, 20-25, 25-21, 20-25       |
| 29-11         | Latina-Vibo Valentia    | 3-0 | 25-21, 25-22, 25-22              |
| 28-11         | Macerata-Perugia        | 3-1 | 25-22, 25-22, 19-25, 25-23       |
| 28-11         | Montichiari-Modena      | 0-3 | 19-25, 19-25, 23-25              |
| 28-11         | Padova-Piacenza         | 1-3 | 25-18, 19-25, 21-25, 19-25       |
| 28-11         | Treviso-Gioia del Colle | 3-0 | 25-22, 25-19, 25-19              |
| 28-11         | Verona-Taranto          | 3-2 | 23-25, 25-12, 21-25, 25-15, 15-9 |

| Decima giornata |                         |     |                                   |
|                 |                         |     |                                   |
| 05-12           | Cuneo-Verona            | 2-3 | 17-25, 26-28, 25-21, 25-20, 12-15 |
| 05-12           | Modena-Vibo Valentia    | 3-2 | 26-24, 23-25, 26-24, 44-46, 17-15 |
| 05-12           | Padova-Treviso          | 3-0 | 25-21, 25-14, 27-25               |
| 05-12           | Perugia-Gioia del Colle | 3-1 | 25-19, 25-23, 22-25, 25-15        |
| 05-12           | Piacenza-Latina         | 3-0 | 25-19, 25-19, 25-21               |
| 05-12           | Taranto-Montichiari     | 3-1 | 21-25, 26-24, 25-20, 25-21        |
| 05-12           | Trento-Macerata         | 1-3 | 23-25, 25-23, 23-25, 21-25        |

| Undicesima giornata |                        |     |                                   |
|                     |                        |     |                                   |
| 12-12               | Gioia del Colle-Trento | 0-3 | 14-25, 22-25, 23-25               |
| 12-12               | Latina-Montichiari     | 2-3 | 23-25, 25-22, 16-25, 25-22, 13-15 |
| 12-12               | Macerata-Taranto       | 3-1 | 25-23, 25-21, 20-25, 25-23        |
| 12-12               | Modena-Piacenza        | 0-3 | 17-25, 24-26, 14-25               |
| 12-12               | Treviso-Cuneo          | 3-2 | 25-17, 27-25, 23-25, 22-25, 17-15 |
| 12-12               | Verona-Padova          | 3-0 | 31-29, 25-19, 25-21               |
| 13-12               | Vibo Valentia-Perugia  | 3-0 | 25-20, 25-20, 27-25               |

| Dodicesima giornata |                           |     |                                   |
|                     |                           |     |                                   |
| 19-12               | Cuneo-Modena              | 3-2 | 24-26, 18-25, 25-21, 25-18, 15-10 |
| 20-12               | Montichiari-Vibo Valentia | 0-3 | 24-26, 23-25, 16-25               |
| 19-12               | Padova-Perugia            | 3-0 | 25-22, 25-20, 25-18               |
| 19-12               | Piacenza-Gioia del Colle  | 3-0 | 25-23, 25-18, 25-21               |
| 19-12               | Taranto-Latina            | 0-3 | 21-25, 22-25, 23-25               |
| 19-12               | Treviso-Macerata          | 3-1 | 18-25, 27-25, 25-17, 25-17        |
| 19-12               | Verona-Trento             | 3-2 | 25-18, 25-21, 25-27, 22-25, 15-12 |

| Tredicesima giornata |                             |     |                                   |
|                      |                             |     |                                   |
| 29-12                | Gioia del Colle-Montichiari | 2-3 | 25-23, 20-25, 27-25, 23-25, 10-15 |
| 29-12                | Latina-Padova               | 0-3 | 20-25, 25-27, 22-25               |
| 29-12                | Macerata-Piacenza           | 0-3 | 19-25, 23-25, 15-25               |
| 29-12                | Modena-Treviso              | 1-3 | 18-25, 25-22, 25-27, 18-25        |
| 28-12                | Perugia-Verona              | 3-1 | 25-19, 22-25, 28-26, 25-18        |
| 29-12                | Trento-Taranto              | 3-1 | 25-22, 23-25, 25-17, 25-20        |
| 29-12                | Vibo Valentia-Cuneo         | 1-3 | 22-25, 26-24, 21-25, 21-25        |

| Quattordicesima giornata |                        |     |                                   |
|                          |                        |     |                                   |
| 10-01                    | Latina-Modena          | 1-3 | 21-25, 17-25, 25-19, 23-25        |
| 09-01                    | Montichiari-Piacenza   | 0-3 | 21-25, 22-25, 24-26               |
| 09-01                    | Padova-Gioia del Colle | 3-2 | 23-25, 25-16, 25-17, 20-25, 15-9  |
| 09-01                    | Perugia-Trento         | 0-3 | 32-34, 24-26, 20-25               |
| 09-01                    | Taranto-Cuneo          | 0-3 | 22-25, 22-25, 20-25               |
| 09-01                    | Verona-Treviso         | 1-3 | 25-21, 21-25, 20-25, 20-25        |
| 09-01                    | Vibo Valentia-Macerata | 3-2 | 25-22, 19-25, 25-19, 20-25, 15-11 |

| Quindicesima giornata |                        |     |                            |
|                       |                        |     |                            |
| 17-01                 | Cuneo-Montichiari      | 3-1 | 19-25, 25-20, 25-20, 25-22 |
| 16-01                 | Gioia del Colle-Latina | 0-3 | 27-29, 21-25, 30-32        |
| 16-01                 | Macerata-Padova        | 3-0 | 25-15, 25-20, 27-25        |
| 16-01                 | Modena-Perugia         | 0-3 | 22-25, 20-25, 17-25        |
| 16-01                 | Piacenza-Verona        | 3-0 | 25-18, 25-23, 25-23        |
| 16-01                 | Trento-Vibo Valentia   | 3-1 | 25-23, 19-25, 25-18, 25-12 |
| 16-01                 | Treviso-Taranto        | 3-0 | 25-16, 25-21, 25-22        |

| Sedicesima giornata |                          |     |                            |
|                     |                          |     |                            |
| 23-01               | Latina-Verona            | 1-3 | 20-25, 25-21, 19-25, 21-25 |
| 23-01               | Macerata-Gioia del Colle | 3-1 | 21-25, 25-19, 25-22, 25-19 |
| 23-01               | Montichiari-Treviso      | 3-0 | 25-23, 25-20, 25-20        |
| 23-01               | Padova-Cuneo             | 3-1 | 25-17, 17-25, 25-21, 25-22 |
| 23-01               | Perugia-Taranto          | 1-3 | 23-25, 31-33, 25-14, 19-25 |
| 24-01               | Trento-Modena            | 3-1 | 25-21, 25-19, 22-25, 25-20 |
| 23-01               | Vibo Valentia-Piacenza   | 0-3 | 11-25, 22-25, 18-25        |

| Diciassettesima giornata |                               |     |                                   |
|                          |                               |     |                                   |
| 30-01                    | Cuneo-Latina                  | 0-3 | 19-25, 19-25, 23-25               |
| 31-01                    | Gioia del Colle-Vibo Valentia | 3-2 | 21-25, 23-25, 25-17, 25-22, 15-9  |
| 30-01                    | Modena-Macerata               | 3-2 | 16-25, 25-17, 26-24, 23-25, 15-10 |
| 30-01                    | Piacenza-Perugia              | 3-0 | 25-19, 25-23, 25-22               |
| 30-01                    | Taranto-Padova                | 1-3 | 17-25, 26-24, 22-25, 18-25        |
| 30-01                    | Treviso-Trento                | 3-0 | 25-17, 25-15, 25-20               |
| 30-01                    | Verona-Montichiari            | 2-3 | 25-18, 18-25, 25-21, 22-25, 10-15 |

| Diciottesima giornata |                        |     |                                  |
|                       |                        |     |                                  |
| 06-02                 | Latina-Treviso         | 0-3 | 21-25, 21-25, 20-25              |
| 07-02                 | Macerata-Verona        | 3-1 | 25-19, 23-25, 25-22, 25-22       |
| 06-02                 | Modena-Gioia del Colle | 3-1 | 25-19, 25-19, 18-25, 30-28       |
| 06-02                 | Padova-Montichiari     | 2-3 | 23-25, 25-13, 22-25, 28-26, 9-15 |
| 06-02                 | Perugia-Cuneo          | 3-0 | 25-12, 29-27, 25-16              |
| 06-02                 | Trento-Piacenza        | 1-3 | 20-25, 25-23, 33-35, 20-25       |
| 06-02                 | Vibo Valentia-Taranto  | 3-1 | 23-25, 25-21, 25-20, 25-19       |

| Diciannovesima giornata |                       |     |                                   |
|                         |                       |     |                                   |
| 13-02                   | Cuneo-Gioia del Colle | 3-0 | 25-17, 25-17, 25-19               |
| 13-02                   | Latina-Macerata       | 2-3 | 27-25, 14-25, 25-21, 19-25, 10-15 |
| 13-02                   | Montichiari-Perugia   | 1-3 | 21-25, 23-25, 25-19, 24-26        |
| 13-02                   | Padova-Trento         | 3-2 | 17-25, 20-25, 25-22, 25-19, 15-13 |
| 13-02                   | Taranto-Modena        | 2-3 | 26-24, 26-28, 25-23, 17-25, 10-15 |
| 13-02                   | Treviso-Piacenza      | 1-3 | 25-19, 23-25, 22-25, 20-25        |
| 14-02                   | Verona-Vibo Valentia  | 3-0 | 25-22, 25-18, 26-24               |

| Ventesima giornata |                         |     |                                   |
|                    |                         |     |                                   |
| 21-02              | Gioia del Colle-Taranto | 3-0 | 25-22, 25-19, 25-17               |
| 20-02              | Macerata-Montichiari    | 3-1 | 25-23, 29-31, 25-22, 31-29        |
| 20-02              | Modena-Verona           | 3-0 | 25-23, 25-15, 25-23               |
| 20-02              | Perugia-Treviso         | 0-3 | 23-25, 22-25, 23-25               |
| 20-02              | Piacenza-Cuneo          | 1-3 | 23-25, 24-26, 25-22, 22-25        |
| 20-02              | Trento-Latina           | 3-1 | 22-25, 25-18, 25-22, 25-18        |
| 20-02              | Vibo Valentia-Padova    | 3-2 | 22-25, 27-29, 25-21, 25-21, 15-13 |

| Ventunesima giornata |                        |     |                                   |
|                      |                        |     |                                   |
| 08-03                | Cuneo-Macerata         | 1-3 | 25-22, 12-25, 22-25, 16-25        |
| 07-03                | Latina-Perugia         | 2-3 | 18-25, 25-20, 25-21, 22-25, 13-15 |
| 06-03                | Montichiari-Trento     | 3-1 | 25-23, 26-28, 25-21, 25-21        |
| 01-03                | Padova-Modena          | 1-3 | 25-19, 31-33, 19-25, 22-25        |
| 06-03                | Taranto-Piacenza       | 1-3 | 23-25, 22-25, 25-23, 19-25        |
| 06-03                | Treviso-Vibo Valentia  | 3-1 | 25-20, 34-32, 26-28, 25-19        |
| 06-03                | Verona-Gioia del Colle | 3-1 | 25-20, 27-25, 18-25, 25-21        |

| Ventiduesima giornata |                         |     |                                   |
|                       |                         |     |                                   |
| 13-03                 | Gioia del Colle-Treviso | 0-3 | 18-25, 19-25, 16-25               |
| 13-03                 | Modena-Montichiari      | 2-3 | 25-19, 25-21, 19-25, 16-25, 6-15  |
| 13-03                 | Perugia-Macerata        | 0-3 | 18-25, 22-25, 22-25               |
| 13-03                 | Piacenza-Padova         | 3-1 | 22-25, 26-24, 25-23, 26-24        |
| 13-03                 | Taranto-Verona          | 2-3 | 25-20, 25-17, 21-25, 26-28, 11-15 |
| 14-03                 | Trento-Cuneo            | 2-3 | 28-30, 22-25, 25-23, 25-18, 9-15  |
| 13-03                 | Vibo Valentia-Latina    | 3-1 | 25-21, 25-22, 21-25, 25-23        |

| Ventitreesima giornata |                         |     |                                   |
|                        |                         |     |                                   |
| 20-03                  | Gioia del Colle-Perugia | 0-3 | 22-25, 19-25, 19-25               |
| 20-03                  | Latina-Piacenza         | 2-3 | 25-22, 25-27, 24-26, 25-18, 14-16 |
| 21-03                  | Macerata-Trento         | 3-0 | 25-17, 26-24, 25-23               |
| 20-03                  | Montichiari-Taranto     | 3-1 | 25-21, 25-18, 26-28, 25-23        |
| 20-03                  | Treviso-Padova          | 1-3 | 25-27, 20-25, 27-25, 22-25        |
| 20-03                  | Verona-Cuneo            | 2-3 | 21-25, 25-20, 17-25, 31-29, 17-19 |
| 20-03                  | Vibo Valentia-Modena    | 3-0 | 25-21, 25-18, 25-23               |

| Ventiquattresima giornata |                        |     |                                   |
|                           |                        |     |                                   |
| 26-03                     | Cuneo-Treviso          | 2-3 | 30-28, 25-16, 23-25, 20-25, 12-15 |
| 26-03                     | Montichiari-Latina     | 3-1 | 25-20, 22-25, 25-21, 25-21        |
| 28-03                     | Padova-Verona          | 3-0 | 25-22, 25-11, 26-24               |
| 26-03                     | Perugia-Vibo Valentia  | 3-0 | 25-23, 25-19, 25-16               |
| 26-03                     | Piacenza-Modena        | 3-0 | 25-21, 25-23, 25-20               |
| 26-03                     | Taranto-Macerata       | 1-3 | 25-21, 23-25, 24-26, 18-25        |
| 25-03                     | Trento-Gioia del Colle | 2-3 | 25-22, 18-25, 23-25, 25-19, 20-22 |

| Venticinquesima giornata |                           |     |                                   |
|                          |                           |     |                                   |
| 31-03                    | Gioia del Colle-Piacenza  | 3-2 | 20-25, 22-25, 25-22, 25-18, 21-19 |
| 31-03                    | Latina-Taranto            | 3-0 | 25-22, 25-22, 25-17               |
| 31-03                    | Macerata-Treviso          | 3-1 | 25-23, 19-25, 25-21, 25-22        |
| 31-03                    | Modena-Cuneo              | 3-0 | 31-29, 25-21, 25-22               |
| 31-03                    | Perugia-Padova            | 3-0 | 25-16, 25-19, 27-25               |
| 31-03                    | Trento-Verona             | 3-2 | 25-22, 20-25, 25-18, 24-26, 15-13 |
| 31-03                    | Vibo Valentia-Montichiari | 3-1 | 25-16, 26-24, 15-25, 25-19        |

| Ventiseiesima giornata |                             |     |                                   |
|                        |                             |     |                                   |
| 04-04                  | Cuneo-Vibo Valentia         | 2-3 | 27-25, 25-21, 18-25, 24-26, 19-21 |
| 04-04                  | Montichiari-Gioia del Colle | 3-0 | 25-23, 25-13, 34-32               |
| 04-04                  | Padova-Latina               | 3-0 | 25-19, 25-23, 25-19               |
| 04-04                  | Piacenza-Macerata           | 3-1 | 25-19, 25-20, 19-25, 25-20        |
| 04-04                  | Taranto-Trento              | 3-0 | 25-22, 25-23, 25-19               |
| 04-04                  | Treviso-Modena              | 3-1 | 25-19, 20-25, 25-22, 25-16        |
| 04-04                  | Verona-Perugia              | 3-0 | 25-22, 25-22, 25-21               |

#### Classifica
| Pos. | Squadra       | Pt | G  | V  | P  | SV | SP | Ratio | PF   | PS   | Ratio |
| ---- | ------------- | -- | -- | -- | -- | -- | -- | ----- | ---- | ---- | ----- |
| 1.   | Piacenza      | 64 | 26 | 21 | 5  | 70 | 27 | 2.592 | 2326 | 2117 | 1.115 |
| 2.   | Lube          | 58 | 26 | 19 | 7  | 65 | 37 | 1.756 | 2362 | 2221 | 1.063 |
| 3.   | Treviso       | 55 | 26 | 19 | 7  | 63 | 36 | 1.750 | 2375 | 2217 | 1.071 |
| 4.   | Perugia       | 43 | 26 | 15 | 11 | 49 | 44 | 1.113 | 2170 | 2068 | 1.049 |
| 5.   | Sempre Padova | 43 | 26 | 14 | 12 | 53 | 45 | 1.177 | 2260 | 2179 | 1.037 |
| 6.   | API Verona    | 40 | 26 | 14 | 12 | 54 | 50 | 1.080 | 2368 | 2340 | 1.011 |
| 7.   | Callipo       | 39 | 26 | 13 | 13 | 50 | 51 | 0.980 | 2300 | 2327 | 0.988 |
| 8.   | Trentino      | 39 | 26 | 12 | 14 | 52 | 53 | 0.981 | 2383 | 2378 | 1.002 |
| 9.   | Piemonte      | 37 | 26 | 12 | 14 | 52 | 54 | 0.962 | 2364 | 2387 | 0.990 |
| 10.  | Gabeca        | 34 | 26 | 13 | 13 | 48 | 56 | 0.857 | 2353 | 2362 | 0.996 |
| 11.  | Daytona       | 34 | 26 | 11 | 15 | 47 | 56 | 0.839 | 2291 | 2353 | 0.973 |
| 12.  | Latina        | 26 | 26 | 8  | 18 | 40 | 58 | 0.689 | 2153 | 2272 | 0.947 |
| 13.  | Taranto       | 20 | 26 | 6  | 20 | 34 | 66 | 0.515 | 2135 | 2370 | 0.900 |
| 14.  | Capurso Gioia | 14 | 26 | 5  | 21 | 27 | 71 | 0.380 | 2056 | 2305 | 0.891 |

| Qualificata ai play-off scudetto | Retrocessa in Serie A2 |

### Play-off scudetto

#### Tabellone
|  | Quarti di finale | Quarti di finale | Quarti di finale | Quarti di finale | Quarti di finale | Quarti di finale | Quarti di finale |  |  | Semifinali | Semifinali | Semifinali | Semifinali | Semifinali | Semifinali | Semifinali |   |   | Finale  | Finale  | Finale  | Finale  | Finale | Finale | Finale |  |
|  |                  |                  |                  |                  |                  |                  |                  |  |  |            |            |            |            |            |            |            |   |   |         |         |         |         |        |        |        |  |
|  | 1                | Piacenza         | 1                | 2                | 3                | 3                | 3                |  |  |            |            |            |            |            |            |            |   |   |         |         |         |         |        |        |        |  |
|  | 8                | Trentino         | 3                | 3                | 1                | 2                | 0                |  |  | Piacenza   | Piacenza   | Piacenza   | 0          | 0          | 3          | 0          |   |   |         |         |         |         |        |        |        |  |
|  | 4                | Perugia          | Perugia          | Perugia          | 3                | 3                | 3                |  |  | Perugia    | Perugia    | Perugia    | 3          | 3          | 2          | 3          |   |   |         |         |         |         |        |        |        |  |
|  | 5                | Sempre Padova    | Sempre Padova    | Sempre Padova    | 2                | 1                | 2                |  |  |            |            |            |            |            |            |            |   |   | Perugia | Perugia | Perugia | Perugia | 0      | 1      | 0      |  |
|  | 3                | Treviso          | 3                | 0                | 3                | 1                | 3                |  |  |            |            | Treviso    | Treviso    | Treviso    | Treviso    | 3          | 3 | 3 |         |         |         |         |        |        |        |  |
|  | 6                | API Verona       | 0                | 3                | 2                | 3                | 1                |  |  | Treviso    | Treviso    | 2          | 1          | 3          | 3          | 3          |   |   |         |         |         |         |        |        |        |  |
|  | 2                | Lube             | Lube             | Lube             | 3                | 3                | 3                |  |  | Lube       | Lube       | 3          | 3          | 0          | 1          | 0          |   |   |         |         |         |         |        |        |        |  |
|  | 7                | Callipo          | Callipo          | Callipo          | 1                | 0                | 1                |  |  |            |            |            |            |            |            |            |   |   |         |         |         |         |        |        |        |  |

#### Risultati
| Quarti di finale |                        |     |                                   |
|                  |                        |     |                                   |
| 07-04            | Piacenza-Trento        | 1-3 | 25-22, 22-25, 21-25, 17-25        |
| 07-04            | Perugia-Padova         | 3-2 | 19-25, 26-24, 27-25, 20-25, 19-17 |
| 07-04            | Macerata-Vibo Valentia | 3-1 | 25-21, 25-19, 29-31, 25-18        |
| 07-04            | Treviso-Verona         | 3-0 | 25-18, 25-19, 25-16               |

| 10-04 | Trento-Piacenza        | 3-2 | 19-25, 25-20, 21-25, 25-20, 15-9 |
| 10-04 | Padova-Perugia         | 1-3 | 32-30, 18-25, 28-30, 16-25       |
| 10-04 | Vibo Valentia-Macerata | 0-3 | 22-25, 21-25, 23-25              |
| 10-04 | Verona-Treviso         | 3-0 | 25-23, 25-22, 25-21              |

| 13-04 | Piacenza-Trento        | 3-1 | 22-25, 25-23, 25-20, 25-14        |
| 13-04 | Perugia-Padova         | 3-2 | 14-25, 25-18, 20-25, 25-17, 15-13 |
| 13-04 | Macerata-Vibo Valentia | 3-1 | 25-20, 20-25, 25-19, 25-18        |
| 13-04 | Treviso-Verona         | 3-2 | 25-20, 25-18, 22-25, 22-25, 15-9  |

| 16-04 | Trento-Piacenza | 2-3 | 25-20, 21-25, 30-32, 26-24, 17-19 |
| 16-04 | Verona-Treviso  | 3-1 | 25-19, 20-25, 25-23, 25-18        |

| 18-04 | Piacenza-Trento | 3-0 | 25-22, 25-18, 25-15        |
| 18-04 | Treviso-Verona  | 3-1 | 28-30, 25-18, 25-22, 25-22 |

| Semifinali |                  |     |                                   |
|            |                  |     |                                   |
| 21-04      | Piacenza-Perugia | 0-3 | 24-26, 11-25, 20-25               |
| 21-04      | Macerata-Treviso | 3-2 | 25-19, 25-23, 25-27, 23-25, 15-10 |

| 24-04 | Perugia-Piacenza | 3-0 | 25-18, 25-23, 25-22        |
| 25-04 | Treviso-Macerata | 1-3 | 27-29, 25-22, 24-26, 17-25 |

| 27-04 | Piacenza-Perugia | 3-2 | 18-25, 25-21, 25-19, 23-25, 15-12 |
| 28-04 | Macerata-Treviso | 0-3 | 21-25, 21-25, 21-25               |

| 01-05 | Perugia-Piacenza | 3-0 | 25-22, 25-20, 25-21        |
| 02-05 | Treviso-Macerata | 3-1 | 25-23, 21-25, 25-22, 34-32 |

| 05-05 | Macerata-Treviso | 0-3 | 22-25, 20-25, 23-25 |

| Finale |                 |     |                            |
|        |                 |     |                            |
| 08-05  | Treviso-Perugia | 3-0 | 25-21, 25-22, 25-19        |
| 11-05  | Perugia-Treviso | 1-3 | 22-25, 25-17, 18-25, 23-25 |
| 15-05  | Treviso-Perugia | 3-0 | 25-21, 26-24, 25-23        |

## Verdetti
- Treviso Campione d'Italia 2004-05 e qualificata alla Champions League 2005-06.
- Perugia qualificata alla Champions League 2005-06.
- Piacenza qualificata alla Top Teams Cup 2005-06.
- Lube e  Sempre Padova qualificate alla Coppa CEV 2005-06.
- Taranto e  Capurso Gioia retrocesse in Serie A2 2005-06.

## Statistiche
| Rendimento individuale | Rendimento individuale | Rendimento individuale | Rendimento individuale |
| Pos.                   | Nome                   | Punti                  | Squadra                |
| ---------------------- | ---------------------- | ---------------------- | ---------------------- |
| 1                      | Mauro Gavotto          | 545                    | Gabeca                 |
| 2                      | Ramón Gato             | 476                    | API Verona             |
| 3                      | Alessandro Fei         | 470                    | Treviso                |
| 4                      | Ivan Miljković         | 463                    | Lube                   |
| 5                      | Vencislav Simeonov     | 441                    | Sempre Padova          |
| 6                      | Michał Łasko           | 436                    | API Verona             |
| 7                      | Osvaldo Hernández      | 430                    | Perugia                |
| 8                      | Sebastian Świderski    | 418                    | Perugia                |
| 9                      | Gilberto de Godoy      | 412                    | Piemonte               |
| 10                     | Wout Wijsmans          | 410                    | Piemonte               |

| Attacchi vincenti | Attacchi vincenti   | Attacchi vincenti | Attacchi vincenti |
| Pos.              | Nome                | Punti             | Squadra           |
| ----------------- | ------------------- | ----------------- | ----------------- |
| 1                 | Mauro Gavotto       | 489               | Gabeca            |
| 2                 | Alessandro Fei      | 401               | Treviso           |
| 3                 | Ivan Miljković      | 399               | Lube              |
| 4                 | Osvaldo Hernández   | 378               | Perugia           |
| 5                 | Michał Łasko        | 371               | API Verona        |
| 6                 | Vencislav Simeonov  | 370               | Sempre Padova     |
| 7                 | Ramón Gato          | 369               | API Verona        |
| 8                 | Sebastian Świderski | 368               | Perugia           |
| 9                 | Gilberto de Godoy   | 367               | Piemonte          |
| 10                | Wout Wijsmans       | 360               | Piemonte          |

| Muri vincenti | Muri vincenti     | Muri vincenti | Muri vincenti |
| Pos.          | Nome              | Punti         | Squadra       |
| ------------- | ----------------- | ------------- | ------------- |
| 1             | Gustavo Endres    | 86            | Treviso       |
| 2             | Luigi Mastrangelo | 81            | Lube          |
| 3             | Martin Lébl       | 76            | Perugia       |
| 4             | Gregor Jerončić   | 73            | Gabeca        |
| 5             | Luca Tencati      | 70            | Treviso       |
| 6             | Renato Felizardo  | 69            | Callipo       |
| 7             | Johannes Bontje   | 67            | Sempre Padova |
| 7             | Andrea Sala       | 67            | Callipo       |
| 9             | Paolo Cozzi       | 65            | Daytona       |
| 10            | Michal Rak        | 63            | Trentino      |

| Battute vincenti | Battute vincenti   | Battute vincenti | Battute vincenti |
| Pos.             | Nome               | Punti            | Squadra          |
| ---------------- | ------------------ | ---------------- | ---------------- |
| 1                | Ramón Gato         | 56               | API Verona       |
| 2                | Vencislav Simeonov | 37               | Sempre Padova    |
| 3                | Arkadiusz Gołaś    | 36               | Sempre Padova    |
| 3                | Ángel Dennis       | 36               | Lube             |
| 5                | Anderson Rodrigues | 35               | Piacenza         |
| 6                | Ivan Miljković     | 30               | Lube             |
| 7                | Henrique Randow    | 29               | Latina           |
| 7                | Frantz Granvorka   | 29               | API Verona       |
| 9                | Andrea Sartoretti  | 26               | Trentino         |
| 10               | Michał Łasko       | 25               | API Verona       |
| 10               | Mauro Gavotto      | 25               | Gabeca           |

| Ricezioni perfette | Ricezioni perfette   | Ricezioni perfette | Ricezioni perfette |
| Pos.               | Nome                 | Punti              | Squadra            |
| ------------------ | -------------------- | ------------------ | ------------------ |
| 1                  | Alessandro Farina    | 413                | Treviso            |
| 2                  | Cosimo Gallotta      | 411                | Capurso Gioia      |
| 3                  | Gilberto de Godoy    | 402                | Piemonte           |
| 4                  | Riccardo Fenili      | 392                | Taranto            |
| 4                  | Renaud Herpe         | 392                | Taranto            |
| 6                  | William Priddy       | 378                | Callipo            |
| 7                  | Andrea Bari          | 365                | Capurso Gioia      |
| 8                  | Plamen Konstantinov  | 363                | Gabeca             |
| 9                  | Alessandro Trimarchi | 357                | Perugia            |
| 10                 | Dante do Amaral      | 353                | Daytona            |

NB: I dati sono riferiti esclusivamente alla regular season.